# Université d'Amsterdam
Ne doit pas être confondu avec Université libre d'Amsterdam ou Université des sciences appliquées d'Amsterdam.
L'université d'Amsterdam (en néerlandais, Universiteit van Amsterdam, UvA) est une université néerlandaise. Fondée en 1632 sous le nom latin d'Athenaeum Illustre, elle constitue l'une des plus prestigieuses universités d'Europe avec six lauréats de prix Nobel, des centaines de chercheurs internationaux affiliés ainsi qu'une forte tradition académique d'excellence. 
L'université d'Amsterdam accueille environ 40 000 étudiants et 5 000 personnels par an, avec un budget de plus de 600 millions d'euros, ce qui en fait l'une des universités publiques les mieux financées au monde. Sa direction est supervisée par le ministère de l'Éducation, de la Culture et de la Science. Elle est la plus grande université des Pays-Bas en termes d'étudiants inscrits. 
Basée, comme son nom l'indique, à Amsterdam, elle est considérée comme le meilleur établissement d'enseignement supérieur néerlandais et figure parmi les meilleures universités du monde selon plusieurs classements internationaux ,. L'Université d'Amsterdam est particulièrement reconnue pour les études de droit, de psychologie, de sciences politiques, de médecine et d'administration publique .  Elle est divisée en sept facultés (lettres, sociologie et psychologie, économie et entreprise, science, droit, médecine et odontologie), comptant chacune plusieurs départements. Les étudiants sont répartis sur quatre campus urbains, l'université comptant également plusieurs bibliothèques universitaires. Le siège de l'université se trouve au Spui 21, dans l'arrondissement Centre.

## Histoire

### Athenæum Illustre
On tient généralement l'Athenaeum Illustre, une école d'histoire et de philosophie instituée en 1632 dans l'ancienne chapelle Sainte-Agnès (XIIIe siècle), comme l'ancêtre de l'université d'Amsterdam. Des professeurs y donnent des conférences publiques et peuvent assurer des cours particuliers payants. En janvier de l'année, deux transfuges de l'éminente université de Leyde, Caspar Barlaeus et Gerardus Vossius, renvoyés pour leurs opinions arminiennes, tiennent leur leçon inaugurale. Tout au long du XVIIe siècle, des cours de droit, de médecine et de théologie viennent compléter le curriculum.

### Gemeentelijke universiteit

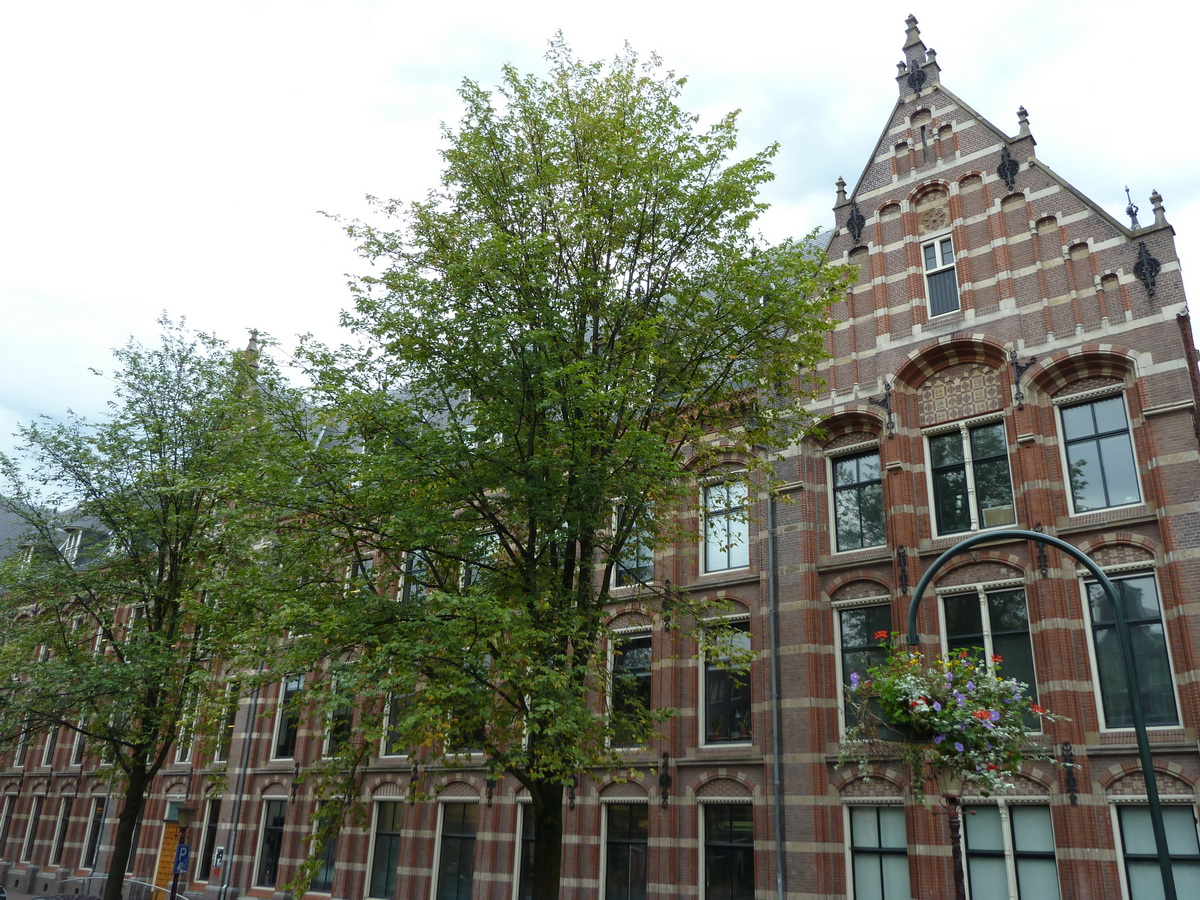
Bâtiment de l'université (Bushuis), ancien siège de la VOC datant de 1550.

Jusqu'au XIXe siècle, l'Athenæum n'est qu'un petit établissement, avec ses 250 étudiants accompagnés de leurs huit professeurs ; la situation n'évolue que lentement. Ce n'est qu'en 1815 que l'Athenaeum Illustre est légalement reconnu comme un établissement d'enseignement supérieur.
Il devient une université municipale (GU, Gemeente Universiteit) en 1877, avec le nom officiel d'université d'Amsterdam, bien que le terme d'« université municipale d'Amsterdam » (Amsterdamse Gemeente Universiteit) soit communément prépondérant. L'université municipale gagne dès lors le droit de délivrer des diplômes. Les professeurs sont nommés sur décision du conseil municipal et le bourgmestre est président de la nouvelle université. Dans la mesure où le conseil municipal d'Amsterdam est réputé pour ses idées progressistes, cette dépendance se traduit en réalité par une très large autonomie et une grande liberté intellectuelle pour l'université.

### Universiteit van Amsterdam

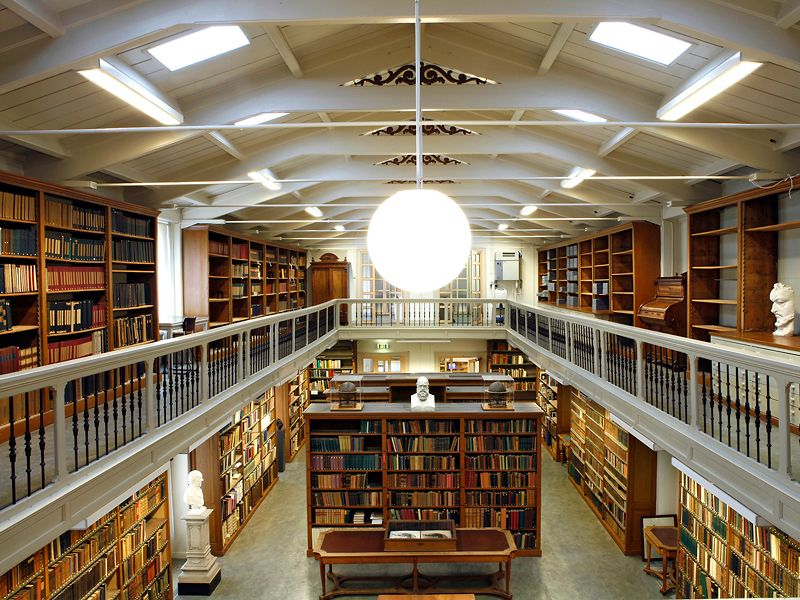
La bibliothèque scientifique hébergée sur le site du zoo Artis.

Hormis la création du centre de mathématiques appliquées par le mathématicien Van der Corput en 1946, il y a très peu de changement jusqu'en 1961, date à laquelle le gouvernement prend en charge le financement de l'établissement, qui, de Gemeentelijke Universiteit devint finalement Universiteit van Amsterdam.

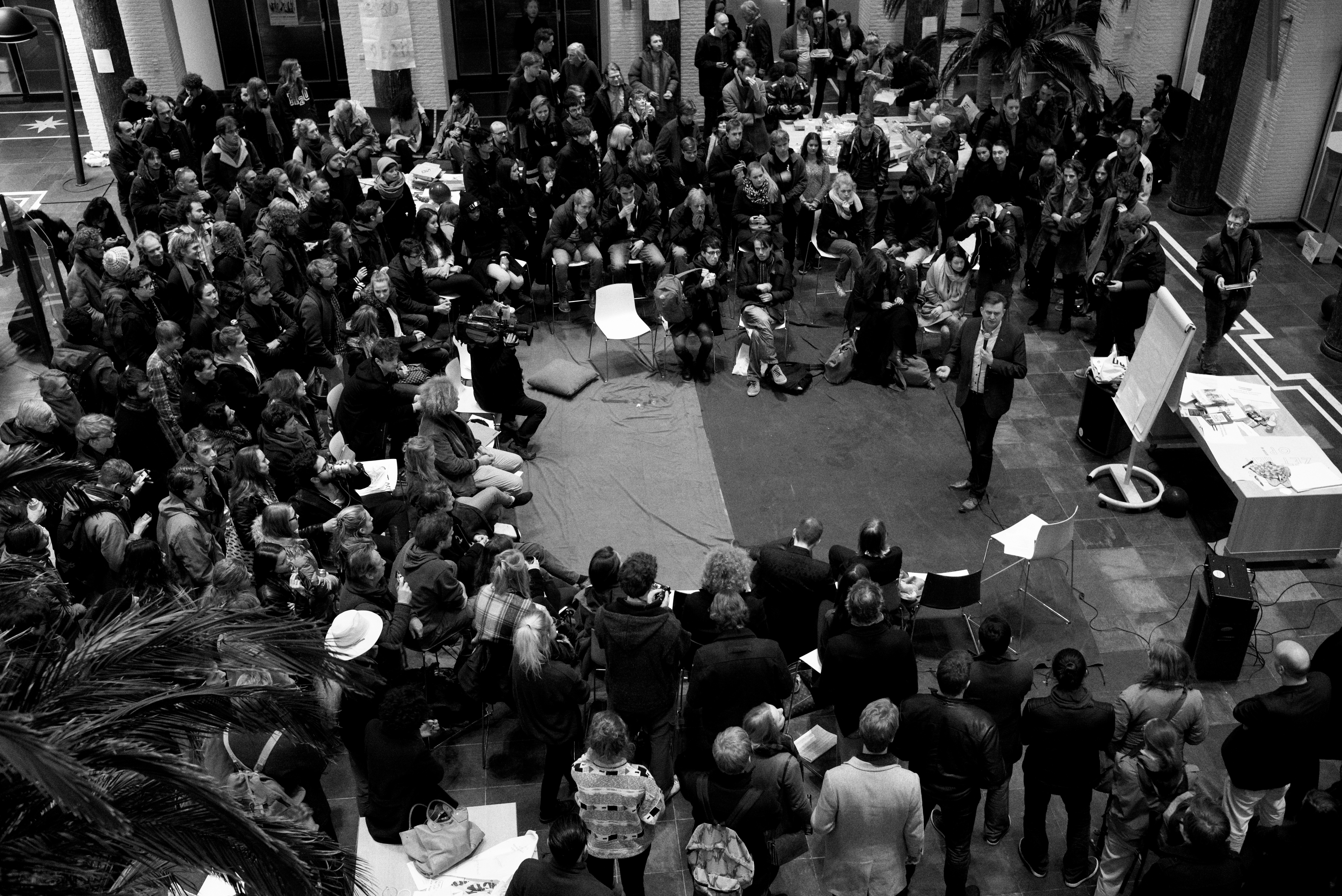
L'occupation du Maadgenhuis par les étudiants en 2015, qui dure 11 jours durant le mois de février.

En 1969, l'université fait la une des journaux à la suite de l'occupation des bâtiments administratifs du Maagdenhuis par des étudiants souhaitant plus de liberté. Au cours des années 1970 et 1980, l'université est plus d'une fois le lieu de ralliement de la contestation estudiantine. En 2015, une nouvelle contestation prend place dans le Maagdenhuis, qui est à nouveau occupé.
L'université reçoit majoritairement des fonds publics, ce qui lui permet de délocaliser certaines branches de facultés scientifiques dans le nouveau Amsterdam Science Park, où elle fait construire de nouveaux laboratoires de recherche. Le campus universitaire reste implanté dans le centre, et de nouvelles constructions sont à l'étude. En 2008, l'université inaugure en partenariat avec l'université libre d'Amsterdam l'Amsterdam University College, une école d'arts libérale située dans le Science Park, et enseignant à environ 900 élèves à l'année.
L'université d'Amsterdam dispose d'un programme d'aide au logement pour les étudiants, prioritairement pour ceux ne résidant pas dès l'inscription aux Pays-Bas.

## Personnalités liées à l'université

### Professeurs
- Paul Zumthor, professeur
- Amade M’charek, professeure

### Étudiants

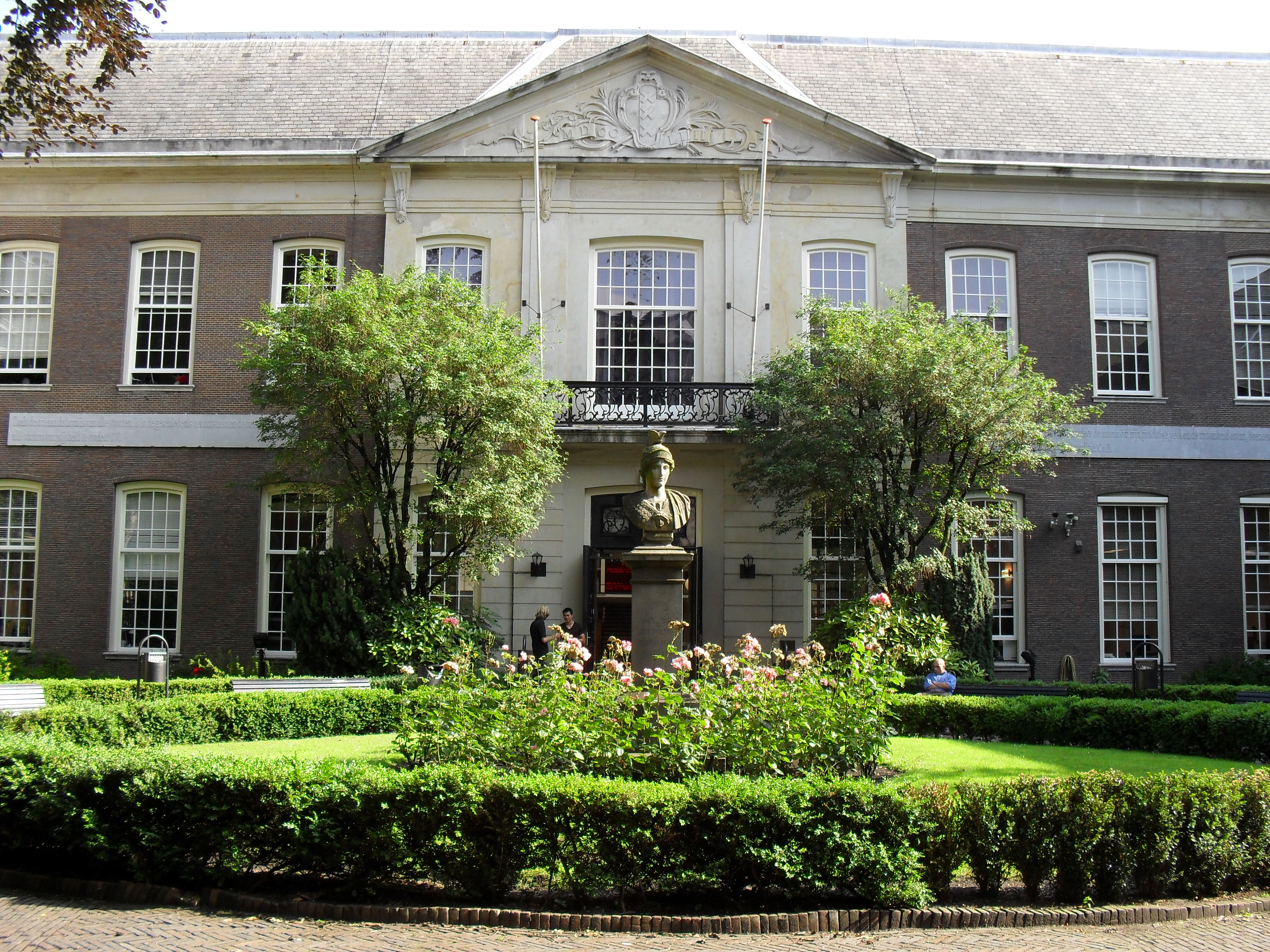
De Oudemanhuispoort.

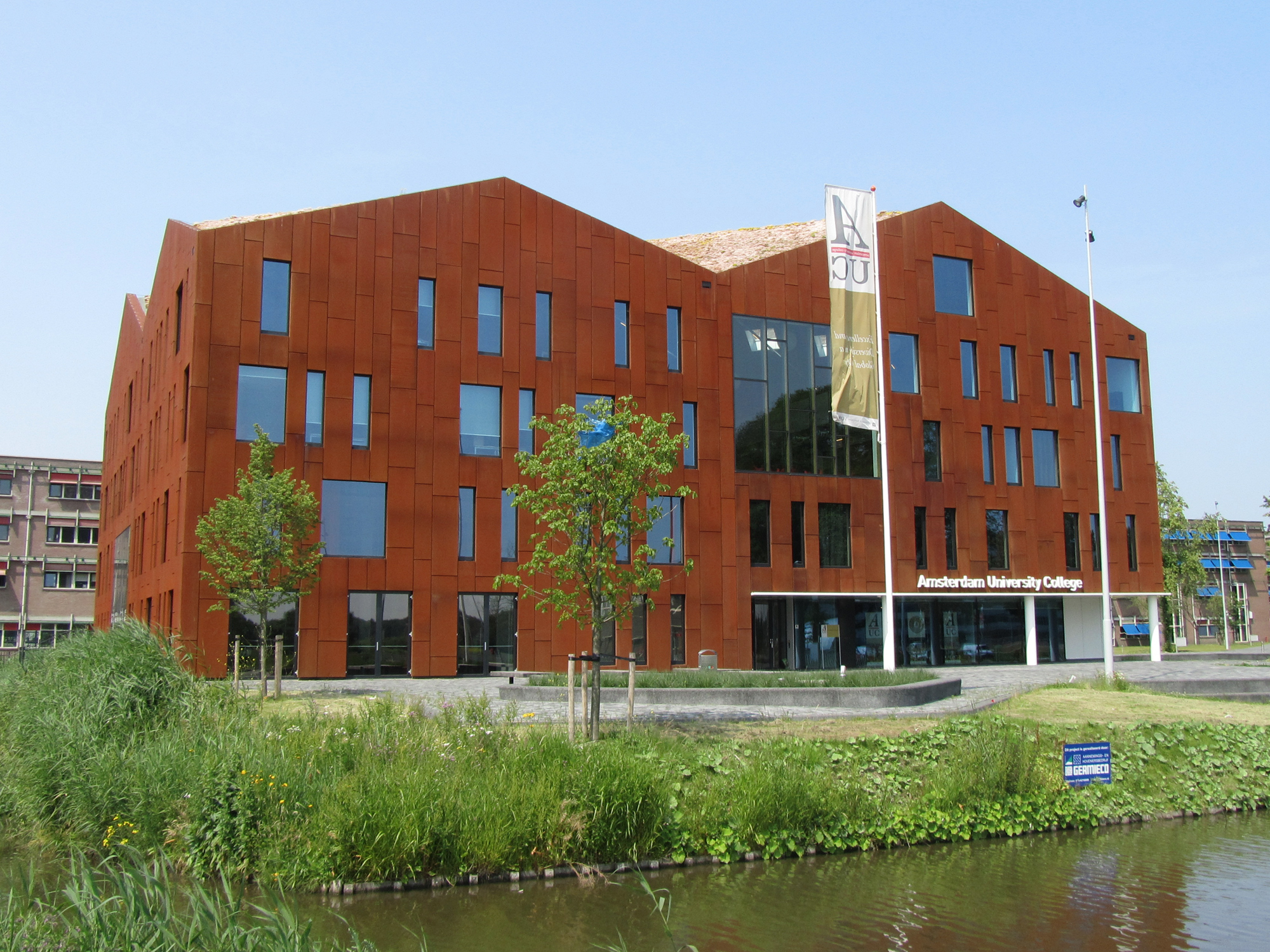
Le bâtiment de l'Amsterdam University College dans le Science Park.

#### Politique
- Ad Melkert
- Catharina-Amalia des Pays-Bas
- Charles Michel
- Els Borst
- Jet Bussemaker
- Jouke de Vries
- Joyce Sylvester
- Lodewijk Asscher

#### Économie
- Barbara Baarsma
- Sigrid van Aken

#### Sciences
- Hendrik Lenstra
- Anton Pannekoek
- Frederik Zernike
- Eugène Dubois
- Guido van Rossum

#### Arts
- Menno ter Braak
- Willem Frederik Hermans
- Simon Vestdijk
- Asis Aynan

#### Sciences humaines
- Nicolette Bruining
- Eveline Goodman-Thau